# Cray CX1
Der Cray CX1 ist ein Supercomputer der Firma Cray Research aus dem Jahr 2008, der für den Einsatz in einem Büro konzipiert wurde. Dieses in kleinem Format gebaute Gerät kostet je nach Ausstattung zwischen 25.000 und 60.000 US-Dollar (2008).

## Spezifikationen
Die Grundausstattung enthält:
- Prozessoren: bis zu acht Einheiten mit je bis zu zwei Intel-Xeon-(Multikern-)Prozessoren
- Arbeitsspeicher: bis zu 64 Gigabyte RAM (DDR2-800)
- Kommunikation: intern über integrierte Gigabit-Ethernet-Switches
- Betriebssystem: Red Hat Linux oder Microsoft HPC Server 2008
- Maße: (Breite) 31 cm × (Höhe) 44,5 cm × (Tiefe) 90,4 cm
- Leistungsaufnahme: 1600 Watt